# Campeonato Baiano Segunda Divisão 2024
In 2024 werd het 55ste Campeonato Baiano Segunda Divisão gespeeld voor voetbalclubs uit de Braziliaanse staat Bahia. De competitie werd gespeeld van 8 juni tot 10 augustus en werd georganiseerd door de FBF. Colo Colo werd kampioen. 
Net zoals voorgaand seizoen werd de geplande Terceira Divisão niet gespeeld waardoor Leônico en Colo Colo niet degradeerden. Het gedegradeerde Doce Mel nam dit jaar niet deel aan de competitie.

## Eerste fase
| Plaats | Club                 | Wed. | W | G | V | Saldo | Ptn. |
| ------ | -------------------- | ---- | - | - | - | ----- | ---- |
| 1.     | Fluminense de Feira  | 9    | 7 | 1 | 1 | 10:2  | 22   |
| 2.     | Grapiúna             | 9    | 5 | 3 | 1 | 16:6  | 18   |
| 3.     | Colo Colo            | 9    | 4 | 5 | 0 | 11:4  | 17   |
| 4.     | Porto                | 9    | 4 | 3 | 2 | 8:5   | 15   |
| 5.     | SSA                  | 9    | 3 | 4 | 2 | 10:6  | 13   |
| 6.     | Vitória da Conquista | 9    | 2 | 4 | 3 | 7:8   | 10   |
| 7.     | Galícia              | 9    | 1 | 5 | 3 | 5:7   | 8    |
| 8.     | Leônico              | 9    | 1 | 4 | 4 | 6:10  | 7    |
| 9.     | Feirense             | 9    | 1 | 3 | 5 | 7:16  | 6    |
| 10.    | Jacobinense          | 9    | 0 | 2 | 7 | 5:21  | 2    |

|  | Gekwalificeerd voor tweede fase |

## Tweede fase
De halve finales werden in twee wedstrijden beslecht, bij gelijkspel na twee wedstrijden werden strafschoppen genomen, tussen haakjes weergegeven. 
|  | halve finale        | halve finale | halve finale | halve finale |  |           | finale | finale | finale | finale |
|  |                     |              |              |              |  |           |        |        |        |        |
|  |                     |              |              |              |  |           |        |        |        |        |
|  | Porto               | 2            | 1            | 3            |  |           |        |        |        |        |
|  | Fluminense de Feira | 1            | 1            | 2            |  |           |        |        |        |        |
|  |                     |              |              |              |  | Porto     | 0      | 0      | 0      |        |
|  |                     |              |              |              |  | Colo Colo | 1      | 0      | 1      |        |
|  | Colo Colo           | 1            | 0            | 1            |  |           |        |        |        |        |
|  | Grapiúna            | 0            | 0            | 0            |  |           |        |        |        |        |

## Totaalstand
| Plaats | Club                 | Wed. | W | G | V | Saldo | Ptn. |
| ------ | -------------------- | ---- | - | - | - | ----- | ---- |
| 1.     | Colo Colo            | 13   | 6 | 7 | 0 | 13:5  | 25   |
| 2.     | Porto                | 13   | 5 | 4 | 4 | 11:8  | 20   |
| 3.     | Fluminense de Feira  | 11   | 7 | 2 | 2 | 11:4  | 23   |
| 4.     | Grapiúna             | 11   | 5 | 4 | 2 | 16:7  | 19   |
| 5.     | SSA                  | 9    | 3 | 4 | 2 | 10:6  | 13   |
| 6.     | Vitória da Conquista | 9    | 2 | 4 | 3 | 7:8   | 10   |
| 7.     | Galícia              | 9    | 1 | 5 | 3 | 5:7   | 8    |
| 8.     | Leônico              | 9    | 1 | 4 | 4 | 6:10  | 7    |
| 9.     | Feirense             | 9    | 1 | 3 | 5 | 7:16  | 6    |
| 10.    | Jacobinense          | 9    | 0 | 2 | 7 | 5:21  | 2    |

Colo Colo en Leônico zouden aanvankelijk degraderen naar de Terceira Divisão die na jaren onderbreking opnieuw gespeeld zou worden in 2024, maar doordat onvoldoende clubs zich aanmeldden werd de competitie niet gespeeld en degradeerden de clubs niet. 
|  | Kampioen, promotie            |
|  | Vicekampioen, promotie        |
|  | Uitgeschakeld in halve finale |
|  | Degradatie                    |

## Kampioen
| Campeonato Baiano de 2024 - Segunda Divisão |
| ------------------------------------------- |
| COLO COLO 3º Titel                          |

1922 · 1923 · 1924-1934 · 1935 · 1936 · 1937 · 1938 · 1939 · 1940 · 1941 · 1942-1964 · 1965 · 1966 · 1967 · 1968 · 1969 · 1970 · 1971 · 1972-1974· 1975 · 1976· 1977 · 1978 -1980 · 1981 · 1982 · 1983 · 1984 · 1985 · 1986 · 1987 · 1988 · 1989 · 1990 · 1991 · 1992 · 1993 · 1994 · 1995 · 1996 · 1997 · 1998 · 1999 · 2000 · 2001 · 2002 · 2003 · 2004 · 2005· 2006 · 2007 · 2008 · 2009 · 2010 · 2011 · 2012 · 2013 · 2014 · 2015 · 2016 · 2017 · 2018 · 2019 · 2020 · 2021 · 2022 · 2023  · 2024